# Düringska damkvintetten
Düringska damkvintetten, var en sångkvintett bildades 1890 av sångläraren Edvard Düring. Även kallad Andréeska damsextetten eller den svenska damsextetten.

## Historik
Den Andréeska damsextetten eller den svenska damsextetten upplöstes i april 1890 på grund av en schism inom sextetten. 
Düringska damkvintetten som bildades i maj 1890 av sångläraren Edvard Düring. Kvintetten fick recenssioner av första klass både i Sverige och utomlands. Under 1894 gjorde damkvintetten en turné till Berlin och Amsterdam. Düringska damkvintetten upplöstes 1904 på grund av att två av medlemmar hade förlovat sig, samt Dürings sjukdom. Efter gruppens upplösning bildade några av medlemmarna gruppen Ahlbergska damkvartetten.

## Medlemmar

### Andréeska damsextetten
| År        | Namn                       | Stämma     |
| --------- | -------------------------- | ---------- |
| 1888      | K. Horst                   | 1:a sopran |
| 1888–1889 | Clara Ahlberg              | 1:a sopran |
| 1888–1890 | Ellen Bruce från Uddevalla | 2:a sopran |
| 1888–1889 | Gerda Johansson            | 2: alt     |
| 1888–1890 | Emilia Andrén              | 1:a alt    |
| 1888–1890 | Ida Düring (född Andrén)   | 2:a alt    |
| 1889      | Gurli Werner               | 1:a sopran |
| 1889      | V. Lindberg                |            |
| 1889      | E. Barkstedt               |            |
| 1889      | E. Kihlström               |            |

### Düringska damkvintetten
| År        | Namn                          | Stämma     |
| --------- | ----------------------------- | ---------- |
| 1890–1894 | Karin Grentzelius (1869–1956) | 1:a sopran |
| 1890      | Signe Österberg               | 1:a sopran |
| 1890–1891 | Betty Lidberg                 | 2:a sopran |
| 1890–1891 | Emilia Lindström              | 1:a alt    |
| 1890–1903 | Emilia Andrén                 | 2:a alt    |
| 1890–1894 | Ida Düring (född Andrén)      | 2:a alt    |
| 1891–1903 | Agnes Ericsson                | 2:a sopran |
| 1892      | A. Mellgren                   | 1:a sopran |
| 1892      | H. Hallberg                   | 2:a sopran |
| 1893–1903 | Clara Ahlberg                 | 2:a sopran |
| 1896–1898 | A. Ohlsson                    | 1:a sopran |
| 1901–1903 | Elisabeth Vichers             | 2:a alt    |
| 1901–1903 | Jenny Dahl                    | 2:a sopran |
|           | Edith Grentzelius             |            |

## Konserter (urval)

### Andréeska damsextetten
| Datum                  | Konsert   | Lokal                           | Övrigt       |
| ---------------------- | --------- | ------------------------------- | ------------ |
| november/december 1888 | Konserter | Tyskland                        | [ 8 ]        |
| april 1889             | Konsert   | Trädgårdsföreningen, Göteborg   | [ 9 ] [ 10 ] |
| 3 juli 1889            | Konsert   | Florateatern                    | [ 11 ]       |
| 1–30 september 1889    | Konserter | Trädgårdsföreningen, Göteborg   | [ 12 ]       |
| oktober 1889           | Konsert   | Kristiania                      | [ 13 ]       |
| 8 november 1889        | Konsert   | Nya gymnastiklokalen, Uddevalla | [ 14 ]       |
| 17 november 1889       | Konsert   | Sankt Lars kyrka, Linköping     | [ 15 ]       |

### Düringska damkvintetten
| Datum               | Konsert | Lokal                                | Övrigt                                                                |
| ------------------- | ------- | ------------------------------------ | --------------------------------------------------------------------- |
| 7 september 1890    | Konsert | Västerviks högre allmänna läroverk   | [ 16 ]                                                                |
| 16 september 1890   | Konsert | Sankt Lars kyrka, Linköping          | [ 17 ]                                                                |
| 16 november 1892    |         | Helsingborgs teater                  | [ 18 ]                                                                |
| 30 november 1892    |         | Ljusdals godtemplatsal               | [ 4 ]                                                                 |
| december 1892       |         | Hotell Thure i Hedemora              | [ 19 ]                                                                |
| december 1892       |         | Sjömanskyrkan i Gävle                | [ 20 ]                                                                |
| 26 januari 1894     | Konsert | Stora hotellet, Linköping            | [ 21 ]                                                                |
| 1–28 februari 1894  | Konsert | Berns salonger                       | Tillsammans med dansduettisterna Inez och Helge Kihlberg.             |
| 3 mars 1894         | Konsert | Högre allmänna läroverket i Västerås | [ 23 ]                                                                |
| 7–9 juli 1894       | Konsert | Trädgårdsföreningen, Göteborg        | [ 24 ]                                                                |
| 25 maj 1895         |         | Trädgårdsföreningen, Linköping       | [ 25 ]                                                                |
| 26 maj 1895         |         | Strömsholmen, Norrköping             | [ 26 ]                                                                |
| 8 juni 1895         |         | Strömsholmen, Norrköping             | [ 27 ]                                                                |
| 10 september 1903   | Konsert | Strömsholmen, Norrköping             | Tillsammans med Wickbergska stråkkapellet.                            |
| 15 september 1903   | Konsert | Grand Hotell, Gävle                  | Tillsammans med Meyerska familjekapellet.                             |
| 27 september 1903   | Konsert | Högre allmänna läroverket i Falun    | [ 30 ]                                                                |
| 21–24 november 1903 | Sång    | Hippodromen                          | Tillsammans med Wiener-Elit-Dam-kapellet och dirigent Helene Hoffman. |
| 23–26 april 1904    | Sång    | Hippodromen                          | Tillsammans med Wiener Damorkestern ROsenkrantz.                      |